# Outstay
Outstay è un album studio del gruppo musicale polacco Third Degree, pubblicato nel 2005.

## Tracce
1. Let's Hail Satan – 2:39
2. Piggsy – 2:41
3. Everywhere And Nowhere – 2:51
4. Ojcze Mój – 3:03
5. Pope Died Tonight – 3:06
6. Sick – 1:27
7. Why Are They not Coming? – 2:55
8. No Forgiveness – 2:42
9. This Is not Life!!! – 1:26
10. Divine Integrity – 2:43
11. Never Gonna Get Me – 2:20
12. God Sees You – 3:22
13. Zamienie – 3:44

## Formazione
- Tomasz Bardęga - voce
- Szymon Czech - chitarra
- Andrzej Pawłowski - chitarra
- Piotr Paltian - basso
- Wojciech Błaszkowski - batteria